# Topoltsjane
Topoltsjane (Bulgaars: Тополчане) is een dorp in Bulgarije, gelegen in de gemeente Sliven, oblast Sliven. Het dorp ligt 9 km ten zuiden van de provinciehoofdstad Sliven en 253 km ten oosten van Sofia.

## Bevolking
In de eerste volkstelling van 1934 telde het dorp 1.617 inwoners. Dit aantal is, in tegenstelling tot overige dorpen in Bulgarije, continu toegenomen en bijna verdubbeld. Op 31 december 2019 telde het dorp 3.118 inwoners.
Van de 2.989 inwoners reageerden er 2.942 op de optionele volkstelling van 2011. Van deze 2.942 respondenten identificeerden 1.802 personen zichzelf als etnische Bulgaren (61,3%), terwijl 1.108 personen zichzelf als Roma identificeerden (37,7%).
| Etnische samenstelling van de respondenten (2011) | Etnische samenstelling van de respondenten (2011) | Etnische samenstelling van de respondenten (2011) | Etnische samenstelling van de respondenten (2011) | Etnische samenstelling van de respondenten (2011) |
| ------------------------------------------------- | ------------------------------------------------- | ------------------------------------------------- | ------------------------------------------------- | ------------------------------------------------- |
|                                                   |                                                   |                                                   |                                                   |                                                   |
| Bulgaren                                          | Bulgaren                                          |                                                   | 61,3%                                             | 61,3%                                             |
| Turken                                            | Turken                                            |                                                   | 0,2%                                              | 0,2%                                              |
| Roma                                              | Roma                                              |                                                   | 37,7%                                             | 37,7%                                             |
| Anders/Onbekend                                   | Anders/Onbekend                                   |                                                   | 0,8%                                              | 0,8%                                              |

Van de 1.193 inwoners in februari 2011, waren er 790 jonger dan 15 jaar oud (26,4%), 1.842 personen waren tussen de 15-64 jaar oud (61,6%) en 357 personen waren 65 jaar of ouder (11,9%).